# Wilhelm Fredemann
Wilhelm Fredemann (* 15. April 1897 in Neuenkirchen (Melle); † 11. Oktober 1984 ebenda) war ein deutscher Autor und Pädagoge. 

## Biografie
Wilhelm Fredemann war Pädagoge, Rektor und Schriftsteller in Neuenkirchen. Neben seinem Hauptberuf als Lehrer und Realschulrektor hat er Werke zur Regionalgeschichte und zur Regionalsprache in Hoch- und Plattdeutsch verfasst.
Fredemann wurde als jüngster von drei Söhnen einer Bauernfamilie geboren. Nach dem Besuch der Volksschule in seinem Heimatdorf war er von 1911 bis 1916 auf dem Lehrerseminar in Tecklenburg und Recklinghausen. Von 1916 bis 1918 war er Soldat im Ersten Weltkrieg. Nachdem seine beiden älteren Brüder gefallen waren, erbte er den elterlichen Fredehof in Neuenkirchen, auf dem er bis zu seinem Lebensende wohnte. Nach der Rückkehr aus dem Krieg hat er als Volksschullehrer gearbeitet. Von 1924 bis 1927 machte er in Bielefeld eine Zusatz-Ausbildung zum Mittelschullehrer in den Fächern Geschichte und Mathematik. Danach hat er an der Realschule in Neuenkirchen unterrichtet und wurde dort später auch Rektor. 1963 wurde er pensioniert. 
1920 heiratete Wilhelm Fredemann Anna Auguste Varwig und wurde Vater von zwei Kindern. Er starb am 11. Oktober 1984 in Neuenkirchen. Seine Grabstätte befindet sich auf dem Friedhof seines Heimatortes Neuenkirchen (Melle).

## Werke

### Plattdeutsch
- Mien Land. Plattdeutsche Gedichte. Bertelsmann, Gütersloh 1947
- Gespräche mit plattdeutschen Autoren. Heinrich Wesche zum 60. Geburtstag. (mit Hein Bredendiek, Karl Bunje, Heinrich Diers), Wachholtz, Neumünster 1964
- Minsken in Stadt un Land. plattduetsk vertelt van Wilhelm Fredemann. Melle 1975
- Aulet Land un Junget Lied. Verlag das Viergespann, Frankfurt am Main 1977

### Hochdeutsch
- Über Wesen und Kraft plattdeutscher Sprache. 1930
- Der Brand von Neuenkirchen. Nach Ueberlieferungen und Berichten über das Brandunglück vom 18. Mai 1883 und den Wiederaufbau des Dorfes. 1933
- Geschichte u. Besiedlung der Neuenkirchener Mark. 1934
- Der einsame Weg. Roman, 1937
- Heimkehr der Söhne. Roman, 1939
- Der schwarze Hesse. Novelle, 1941
- Der Geschworene. Novelle, 1943
- Die Kette der Königin. Roman, 1947
- Der späte Sieg. Roman, 1947
- Franz Holtgrawe und seine Söhne. Roman, 1949
- Sein letzter Gegner. Novelle, 1952
- Vom Werden und Wachsen der Bauernhöfe im Grönegau. 1956
- Stärker war die Liebe. Roman, 1960
- Geschichte der Kirche und Gemeinde Neuenkirchen. 1961
- Der Anwalt des Vaterlandes. Erzählung, 1962
- Montgomerys Feldzug gegen die Frösche. Geschichten um einen Schlachtenlenker und harmlosere Leute einer friedlichen Landschaft. 1965
- Weiter Himmel über kleiner Welt. Roman, 1967
- Die Rache des Stefan Ladec. Roman, 1969
- Chronik der Gemeinde Holterdorf. 1970
- Kaiserpokal und Bundespräsident. Weitere Geschichten um Politiker, Militärs und harmlosere Leute einer friedlichen Landschaft. 1972
- Mathilde und ihr Nachbar. Eine Erzählung um die Königin aus dem Grönegau [Königin Mathilde, Mutter Ottos des Großen]. 1974
- Einkehr in Sondermühlen. Erzählung, 1974
- Meller Bilderbogen. 1978
- Der dankbare Varus. 1979
- Seltsame Geschichten aus einem Adelshaus. 1980
- Das Kind des Gefangenen. Erzählung, 1981
- Die Verwandlung der Aleida Nottberg. 1983

## Ehrungen und Auszeichnungen
- 1955 Justus-Möser-Medaille
- 1957 Bundesverdienstkreuz 1. Klasse
- 1960 Niedersächsischer Verdienstorden 1. Klasse
- 1977 Ehrenbürger der Stadt Melle
- Nach ihm ist die Wilhelm Fredemann Realschule Neuenkirchen benannt.
- Ihm zu Ehren verleiht der Heimatbund Osnabrück den Wilhelm-Fredemann-Gedächtnispreis.